# Bahnhof Las Vegas

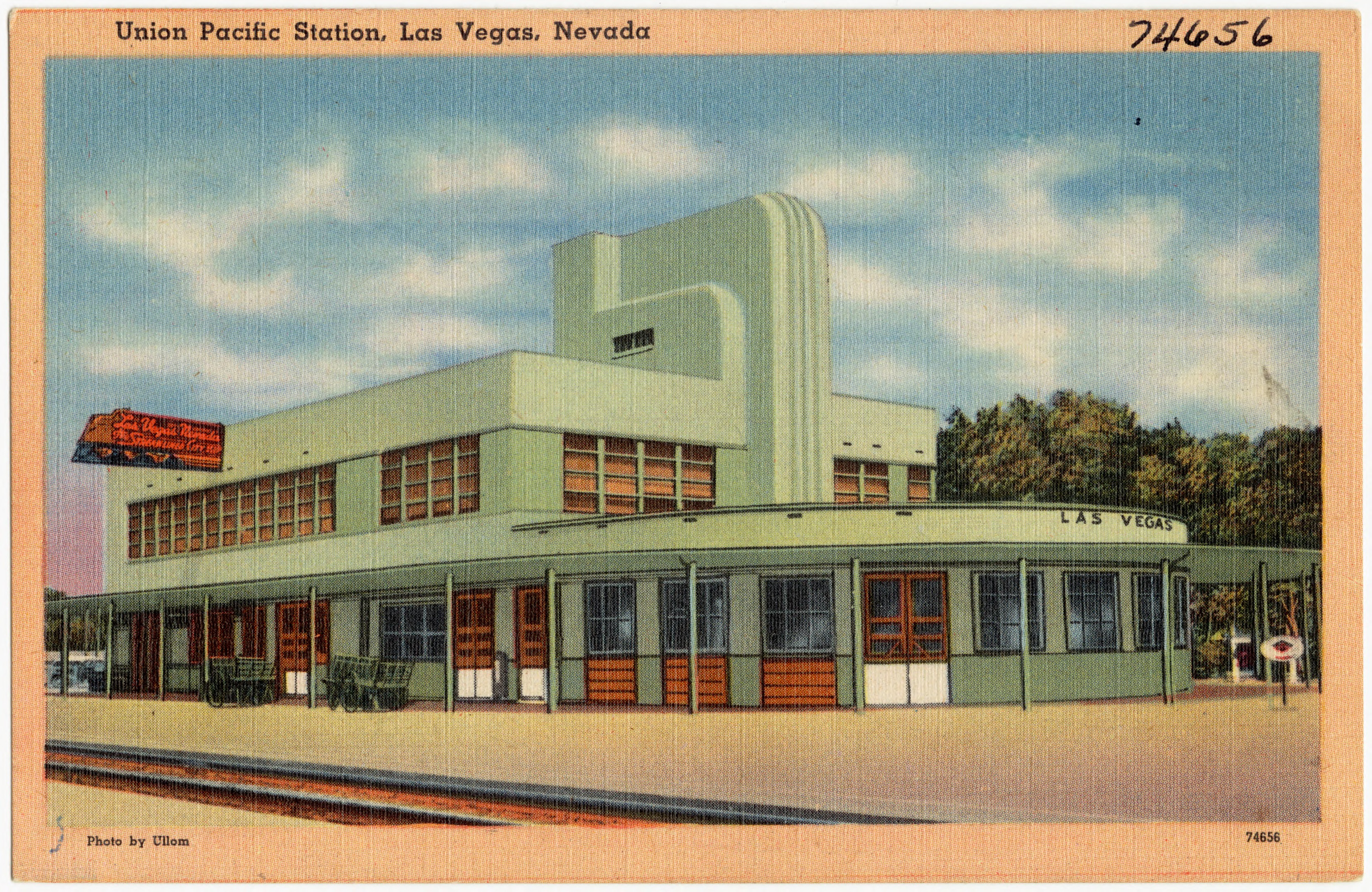
Bahnhofsgebäude 1940 bis 1969

Der Bahnhof Las Vegas, auch Las Vegas Union Pacific Station oder Las Vegas Union Pacific Depot, war der Bahnhof der Stadt Las Vegas. Der Bahnhof wurde von 1905 bis 1997 betrieben.

## Geschichte
Las Vegas erhielt 1903 den Anschluss an das Bahnnetz durch den Bau der 1905 fertiggestellten Bahnstrecke Salt Lake City–Los Angeles durch die San Pedro, Los Angeles and Salt Lake Railroad. Am Bahnhof begann die Fremont Street genannte Hauptstraße der neu entstehenden, von der Bahngesellschaft angelegten Stadt.
Mit dem Bau der Las Vegas and Tonopah Railroad von 1905 bis 1907 wurde der Bahnhof zu einem Verkehrsknoten. Es entstanden diverse Bahnhofsanlagen für die Lokomotivunterhaltung und den Rangierbetrieb. Nach dem Ende des Goldbooms und der Einstellung der Bahnstrecke nach Goldfield 1919 profitierte die Bahngesellschaft vom beginnenden Casino-Tourismus. Wegen eines Streikes wurden 1921 die Lokomotivwerkstätten nach Caliente verlegt.
1923 wurde das erste Empfangsgebäude errichtet. 1936 wurde der Betrieb der inzwischen als Los Angeles and Salt Lake Railroad firmierenden Bahngesellschaft von der Union Pacific Railroad übernommen. 1940 wurde durch die Bahngesellschaft ein modernes Empfangsgebäude errichtet, das dem Image der boomenden Casino-Stadt gerecht werden sollte.
1969 stellte die Union Pacific den Personenverkehr ein. In der Folge wurde der Bahnhof abgerissen und an dieser Stelle 1971 das Union Plaza Hotel errichtet. 1976 und von 1979 bis 1997 hielten Personenzüge von Amtrak in Las Vegas. Ab Ende der 1960er Jahre wurden die Bahneinrichtungen und Rangieranlagen komplett zurückgebaut. Das rund 25 Hektar große Gelände wurde von der Union Pacific an die Stadt Las Vegas verkauft.
Seit 2005 gibt es privatwirtschaftliche Initiativen für eine erneute Zugverbindung zwischen Las Vegas und Los Angeles. Unter anderem wird der Bau einer Schnellfahrstrecke diskutiert.

## Bauwerk

### Bis 1923
Bahnanlagen in Las Vegas wurden erst in größerem Umfang mit dem Bau der Bahnstrecke nach Goldfield errichtet. Dabei wurden entsprechende Bahnbetriebsanlagen auf der nordwestlichen Seite angelegt. Für die Personenabfertigung stand anfänglich ein abgestellter Personenwagen zur Verfügung.

### 1924 bis 1940
Das erste Empfangsgebäude entstand nach Plänen von John und Donald Parkinson im Missionsstil. Durch die Architekten wurden weitere baugleiche Empfangsgebäude für die Los Angeles and Salt Lake Railroad errichtet. Vor dem Gebäude in Richtung Stadt (Fremont Street) befand sich ein kleiner Park mit einer als Schleife ausgebildeten Zufahrtsstraße.

### 1940 bis 1970

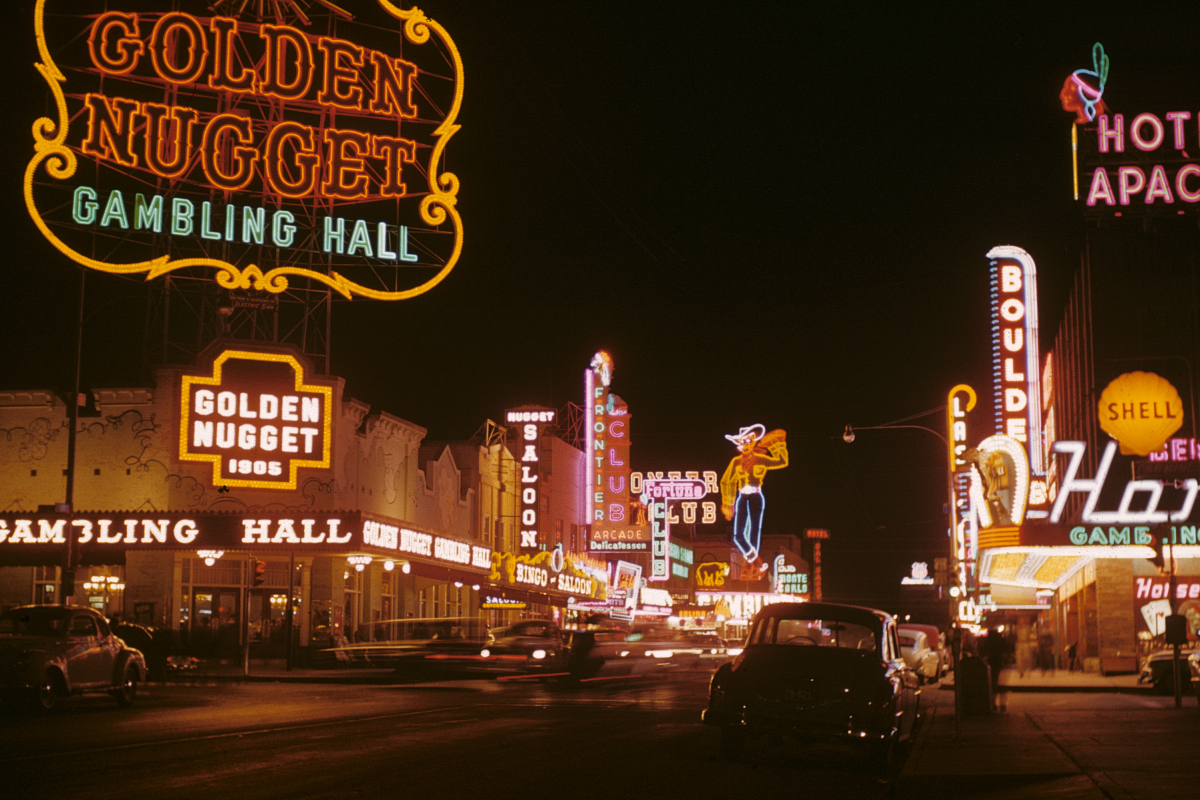
Blick entlang der Fremont Street zum Bahnhof mit dem Zeichen der Union Pacific.

Das im Art-déco-Stil gehaltene Gebäude wurden 1940 eingeweiht. Das kubische Gebäude besaß an der südwestlichen Seite einen flachen halbrunden mit großen Fenstern versehenen Anbau. Darüber befand sich eine Fassadengestaltung im Art-déco-Design. Eine Bedachung führte um das Gebäude. An diese Gestaltung in Richtung Stadt wurde ca. 1941/1942 eine Neonreklame mit dem Schriftzug „Streamliners & Challengers“ sowie dem Union-Pacific-Signet angebracht. Dieses Zeichen war nachts in der Fremont Street deutlich sichtbar.
Der bereits bestehende Park vor dem Gebäude blieb erhalten.
Nachdem die Union Pacific Railroad 1969 den Personenverkehr weitgehend eingestellt hatte, wurde das Gebäude abgebrochen.

### Seit 1971
Im 1971 fertiggestellten Union Plaza Hotel wurden Warteräume und ein Fahrkartenschalter integriert. Für die Beschäftigten der Union Pacific Railroad standen Hotelzimmer für betrieblich notwendige Übernachtungen zur Verfügung.
Der bestehende Freiraum vor dem bisherigen Bahnhofsgebäude fiel dem Hotelneubau zum Opfer.

## Lage
Der Bahnhof lag am nordwestlichen Ende der Fremont Street am Rande der Stadt Las Vegas. Diese war bis in die 1980er Jahre die Hauptstraße von Las Vegas und mit vielen Hotels und Casinos bebaut.
Vor dem Bahnhofsgebäude in Richtung Fremont Street befand sich ein kleiner Park mit einer Ringstraße, der als Zu- und Abfahrt diente. Dieser Park wurde bei der Errichtung des Union Plaza Hotels überbaut.
Auf der westlichen Seite des Gebäudes befanden sich die umfangreichen Bahnanlagen.